# Antinopolis
Antinopolis (även Antinoopolis eller Antinoupolis eller Antinoë, idag Sheikh Ibada) var en stad i det forna Egypten grundad år 130 av den romerske kejsaren Hadrianus till minne av hans gunstling Antinous som hade drunknat i Nilen. Staden låg vid den gamla sidenvägen.

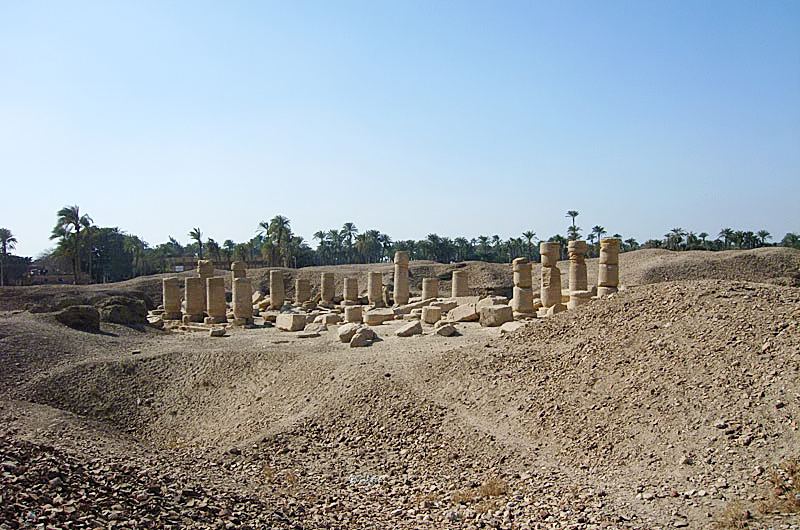
Antinopolis